# グリーン経済
グリーン経済（グリーンけいざい、英：Green Economy）とは、持続可能な開発・発展を実現する経済のあり方をいう。簡潔には「環境に優しい経済」。
2011年のUNEP（国際連合環境計画）の『グリーン経済報告書』では、「環境問題に伴うリスクと生態系の損失を軽減しながら、人間の生活の質を改善し社会の不平等を解消するための経済のあり方」としている。
環境問題や社会問題に対処するための投資を促進することにより、資源を効率的に用いることで炭素排出量を低減し、同時に自然破壊を減らして環境保全を図りながら生物多様性を保全し、経済成長と持続可能性を両立させ、人類の不平等や貧困を解消することを目標としている。
また、OECD（経済協力開発機構）ではグリーン成長という言葉を用い、「経済的な成長を実現しながら私たちの暮らしを支えている自然資源と自然環境の恵みを受け続けること」と定義している。 
2011年2月21日にUNEPは「グリーン経済をめざして：持続可能な発展と貧困の撲滅への道筋　政策立案者のための統合的方策」を発表し、グリーン経済を進めることによる結論を発表している。要約すると下記の通り。
- GDPの2%を投資するだけで低炭素、資源効率の高い経済に移行可能である。
- 通常の成長よりもさらなる高い成長を生み出す。
- 自然資本に価値を見出し、投資することにより通常よりも付加価値が上昇する。
- 貧困緩和に貢献できる。
- 新規雇用が創出される。
- グリーン経済分野での支出はクリティカルパスを歩む。

など。
2012年にリオデジャネイロで開催された国連持続可能な開発会議（リオ+20）(英語版)では「持続可能な発展及び貧困根絶の文脈におけるグリーン経済」と「持続可能な開発のための制度的枠組」が主要議題となった。